# Altobeli da Silva
Altobeli Santos da Silva (* 3. Dezember 1990 in Catanduva, São Paulo) ist ein brasilianischer Leichtathlet, der vor allem über 3000 Meter Hindernis an den Start geht. Er ist mehrfacher Südamerikameister im Hindernislauf und über 5000 Meter.

## Sportliche Laufbahn
Altobeli da Silva tritt seit 2010 in Wettkämpfen über 5000 Meter und im Hindernislauf an. Damals gewann er über beide Strecken jeweils die Silbermedaille bei den Brasilianischen U23-Meisterschaften. 2011 verbesserte er sich im Hindernislauf mehr als zehn Sekunden bis auf 8:52,60 min. 2012 nahm er über 5000 und über 10.000 Meter an den U23-Südamerikameisterschaften in São Paulo teil. Nachdem er Anfang September Brasilianischer U23-Meister über 10.000 Meter wurde, belegte er bei den Kontinentalmeisterschaften den fünften Platz. Nur einen Tag später kam er über die halbe Distanz als Siebter ins Ziel. 2014 wurde er über 5000 Meter Sechster bei den Brasilianischen Meisterschaften. Ein Jahr darauf verbesserte er sich über diese Distanz auf 13:41,17 min und konnte zwei Monate später erstmals einen nationalen Meistertitel, über die gleiche Distanz, erringen. Im Juli ging er auch über 5000 Meter bei den Panamerikanischen Spielen in Toronto an den Start. Im Finale lief er 13:49,00 min, seine bis dahin zweitbeste Zeit in einem Wettkampf, die ihm den sechsten Platz einbrachten.
2016 legte er seinen Fokus verstärkt auf den Hindernislauf, wenngleich er seinen Meisterschaftstitel über 5000 Meter verteidigen konnte. Die gesamte Saison über hinweg zeigte er konstante Leistungen und wurde so nicht nur im Hindernislauf ebenfalls Brasilianischer Meister, sondern qualifizierte sich auch für die Olympischen Sommerspiele in seiner Heimat. Dort ging er im August an den Start und konnte in das Finale einziehen. Darin stellte er mit 8:26,30 min eine neue Bestzeit auf, mit denen er den neunten Platz belegte. 2017 wurde er erneut über seine beiden bevorzugten Strecken jeweils Landesmeister. Bis 2019 wurde er insgesamt sechs weitere Male Brasilianischer Meister über verschiedenen Distanzen. Im Juli 2017 lief er in Rabat 8:23,67 min im Hindernislauf, die seitdem als seine Bestzeit zu Buche stehen. Damit erfüllte er auch für die Weltmeisterschaften in London die Qualifikation. Dort kam er im Vorlauf auf 8:31,82 min, womit er als 21. ausschied. 2019 trat da Silva zunächst im Mai bei den Südamerikameisterschaften in Lima, über seine beiden bevorzugten Strecken an. Über 5000 Meter, bei denen er sich 2018 auf 13:23,85 min steigerte, gewann er mit 13:50,08 min die Goldmedaille. Einen Tag zuvor gewann er im Hindernislauf die Silbermedaille. In diesen beiden Disziplinen trat er im August an selber Stelle zum zweiten Mal auch bei den Panamerikanischen Spielen an. Diesmal mit umgekehrten Ergebnissen, während er im Hindernislauf erfolgreich war, lief er über 5000 Meter zu Silber. Einen Monat später nahm er in Doha an seinen zweiten Weltmeisterschaften teil. Genau wie zwei Jahre zuvor in London, belegte er den 21. Platz, wenngleich er im Vorlauf mit 8:25,34 min schneller lief. Ende Oktober belegte er im Hindernislauf den vierten Platz bei den Militärweltspielen in Wuhan. 2020 gewann er im 5000-Meter-Lauf und über 3000 Meter Hindernis zwei Goldmedaillen bei den Brasilianischen Meisterschaften.
2021 trat er im Mai bei den Südamerikameisterschaften in Guayaquil an. Zunächst gewann er im Hindernislauf seine erste Goldmedaille bei den Kontinentalmeisterschaften. Nur einen Tag später bestritt er auch das Finale des 5000-Meter-Laufes und gewann, zum zweiten Mal nach 2019, den Meistertitel. Anschließend siegte er bei den Brasilianischen Meisterschaften und qualifizierte sich, nach den Spielen in der Heimat, zum zweiten Mal für die Olympischen Sommerspiele. Im Vorlauf in Tokio lief er zwar seine zweitschnellste Zeit der Saison, verpasste als Zehnter seines Laufes dennoch den Einzug in das Finale der 15 besten Läufer.

## Wichtige Wettbewerbe
| Jahr                  | Veranstaltung                 | Ort                   | Platz                 | Disziplin             | Zeit                  |
| Startet für Brasilien | Startet für Brasilien         | Startet für Brasilien | Startet für Brasilien | Startet für Brasilien | Startet für Brasilien |
| --------------------- | ----------------------------- | --------------------- | --------------------- | --------------------- | --------------------- |
| 2012                  | U23-Südamerikameisterschaften | São Paulo             | 7.                    | 5000 m                | 14:45,76 min          |
| 2012                  | U23-Südamerikameisterschaften | São Paulo             | 5.                    | 10.000 m              | 30:41,39 min          |
| 2015                  | Panamerikanische Spiele       | Toronto               | 6.                    | 5000 m                | 13:49,00 min          |
| 2016                  | Olympische Sommerspiele       | Rio de Janeiro        | 9.                    | 3000 m Hindernis      | 8:26,30 min           |
| 2017                  | Weltmeisterschaften           | London                | 21.                   | 3000 m Hindernis      | 8:31,82 min           |
| 2019                  | Südamerikameisterschaften     | Lima                  | 2.                    | 3000 m Hindernis      | 8:38,43 min           |
| 2019                  | Südamerikameisterschaften     | Lima                  | 1.                    | 5000 m                | 13:50,08 min          |
| 2019                  | Panamerikanische Spiele       | Lima                  | 2.                    | 5000 m                | 13:54,42 min          |
| 2019                  | Panamerikanische Spiele       | Lima                  | 1.                    | 3000 m Hindernis      | 8:30,73 min           |
| 2019                  | Weltmeisterschaften           | Doha                  | 21.                   | 3000 m Hindernis      | 8:25,34 min           |
| 2019                  | Militärweltspiele             | Wuhan                 | 4.                    | 3000 m Hindernis      | 8:30,47 min           |
| 2021                  | Südamerikameisterschaften     | Guayaquil             | 1.                    | 3000 m Hindernis      | 8:34,17 min           |
| 2021                  | Südamerikameisterschaften     | Guayaquil             | 1.                    | 5000 m                | 13:51,81 min          |
| 2021                  | Olympische Sommerspiele       | Tokio                 | 28.                   | 3000 m Hindernis      | 8:29,17 min           |

## Persönliche Bestleistungen
Freiluft
- 3000 m: 7:51,38 min, 7. Juli 2017, Nembro
- 5000 m: 13:23,85 min, 3. Mai 2018, Palo Alto
- 3000 m Hindernis: 8:23,67 min, 16. Juli 2017, Rabat